# シーロムス
シーロムス (Syllomus) は、新生代中新世から鮮新世後期の約1,500万 - 180万年前に生息していたウミガメの絶滅した属。爬虫綱 - カメ目 - ウミガメ上科 - ウミガメ科に属する。

## 形態
甲長は約60センチメートルと、ウミガメとしては小型。目立つ特徴としては、甲羅背面に三列のキールが走っている事が挙げられる。また、甲羅の表面はスッポンなどに見られる様な虫食い状の彫刻で覆われている。椎鱗は縦長の長方形。顎の咬合部には鋸歯状のリッジが発達している。

## 生態
顎や吻の形態などから、現生のアオウミガメの様に海藻などを食べていたと推定されている。現生のウミガメが現れる鮮新世の末頃にシーロムスは絶滅しているが、これはアオウミガメと競合し、破れたためとする研究者もいる。

## 分布
中生代のウミガメと異なり、汎世界的に分布していたと推定される。最初の標本は19世紀末、スエズ運河の工事中に発見された。この標本は、当時エジプトの宗主国であったイギリスに送られ、大英博物館に保管されている。それ以外には、北アメリカ大陸やヨーロッパ（イタリア）からも発見されている。また、日本からは群馬県、富山県、島根県などで多数発見されている。富山県の黒部ダム下流域から発見された個体はクロベケリスと命名されたが、これはシーロムスであることが判明し、無効名となっている。